# Erich von Gilsa

Erich von Gilsa

Erich von Gilsa (* 14. August 1879 in Schwerin; † 12. Dezember 1963 in Tutzing) war ein deutscher Offizier, Lobbyist und Politiker (DVP).

## Leben und Wirken

### Frühe Jahre und Offizierslaufbahn (1879–1920)
Gilsa entstammte einer in Mecklenburg ansässigen evangelischen Familie, die auf die zur Althessischen Ritterschaft zählenden von Gilsa zu Ropperhausen zurückgeht. Er besuchte das Königliche Gymnasium in Erfurt. Danach kam er ins Kadettenkorps, wo er auch die Abiturprüfung ablegte. Als Offizier kam er später zum Feldartillerie-Regiment Nr. 25 in Darmstadt. Hieran anschließend wurde Gilsa an der Kriegsakademie in Berlin zum Stabsoffizier ausgebildet und schließlich in den Großen Generalstab abkommandiert. Von 1904 bis 1905 nahm Gilsa außerdem als Mitglied der deutschen Schutztruppe in Südwestafrika an der Niederwerfung des Aufstands der Herero und Nama teil.
Während des Ersten Weltkriegs war Gilsa im Range eines Majors als Offizier im Generalstab tätig. Durch seine Arbeit in einer Kommission des Berliner Reichstages, in der Gilsa als Experte zu Rate gezogen wurde, lernte er den SPD-Politiker und -Verteidigungsexperten Gustav Noske kennen. In der Übergangsperiode zwischen dem Sturz der Hohenzollern-Monarchie im November 1918 und der Konsolidierung der Weimarer Republik im Frühjahr 1920 bekleidete Noske (zunächst inoffiziell) das Amt des Reichswehrministers. Gilsa stand ihm in dieser Zeit als Adjutant und Stabschef zur Seite.
Im Sommer 1919 trug Gilsa, nun im Rang eines Obersten, Noske umstürzlerische Pläne an: Er schlug dem Minister vor, eine Militärdiktatur zu erklären, und versicherte ihm, dass die Armee und das Offizierkorps in diesem Fall hinter ihm stehen würden. Im Gegensatz dazu plädierte Gilsa während des Kapp-Lüttwitz-Putsches vom März 1920 für eine gewaltsame Niederschlagung des militärischen Umsturzversuches. Da sich jedoch außer Gilsa und dem Chef der Heeresleitung Walther Reinhardt – die beide keine Truppenkommandeure waren – kein regierungstreuer Offizier dazu bereitfand, die Reichswehr gegen die Meuterer einzusetzen, konnte Gilsa sich mit seiner Linie nicht durchsetzen. Obwohl der Kapp-Putsch schließlich aufgrund eines Generalstreiks der deutschen Arbeiterschaft und aufgrund der Weigerung der deutschen Beamtenschaft, mit den Putschisten zusammenzuarbeiten, scheiterte, quittierte Gilsa kurz nach diesen Ereignissen den Dienst in der Reichswehr. Obwohl er bereits im Sommer nicht mehr Teil der Reichswehr war, erfolgte sein offizielles Ausscheiden aus dem Heer erst am 30. September 1920. Noch im selben Jahr fand er eine Anstellung in der Wirtschaft. Namentlich erhielt er eine Führungsposition als Abteilungsleiter bei der Gutehoffnungshütte (GHH) in Oberhausen.

### Lobbyist und Politiker (1920–1933)
Bald darauf wurde Gilsa mit der Leitung des Büros der GHH in Berlin betraut, wo er fortan als politischer Lobbyist die Interessen der rheinischen Schwerindustriellen im Allgemeinen und der GHH im Besonderen vertrat. Sein Auftraggeber war dabei Paul Reusch, der mächtige Vorstandsvorsitzende der GHH. Ein politisches Forum fand Gilsa seiner Profession entsprechend in der der Industrie nahestehenden Deutschen Volkspartei (DVP), in die er 1920 eintrat. Von 1928 bis 1930 gehörte er für diese als Abgeordneter für den Wahlkreis 23 (Düsseldorf-West) dem Reichstag in Berlin an. Daneben war er Mitglied der evangelischen Provinzialsynode in der Rheinprovinz und Stadtverordneter in Sterkrade. Außer der DVP gehörte Gilsa auch dem Soldatenbund Stahlhelm an. Als eines der wichtigsten Bindeglieder zwischen beiden Organisationen versuchte er den Bruch der DVP mit dem Stahlhelm Ende der 1920er Jahre zu verhindern.
Nach dem Tod des DVP-Parteivorsitzenden Gustav Stresemann versuchte Gilsa, den neuen DVP-Vorsitzenden Eduard Dingeldey für ein Zusammengehen der DVP mit der weiter rechts stehenden Deutschnationalen Volkspartei (DNVP) zu gewinnen. Im Frühjahr 1930 spielte Gilsa eine Rolle beim Sturz der Großen Koalition: Im Januar und Februar 1930 nahm er im Auftrag von Reusch an mehreren vertraulichen Besprechungen teil, auf denen die Kurswende der DVP unter Fühlungnahme mit der Industrie vorbereitet wurde. Taktisches Konzept war, nach der Ratifizierung des Young-Plans eine neue Linie einzuschlagen: Die DVP sollte mit der SPD brechen und in Koalitionsverhandlungen treten. Nach den Septemberwahlen von 1930 – die das Zusammenschmelzen der DVP zu einer Randpartei und den Aufstieg der NSDAP zu einer Massenpartei mit sich brachten – erwies sich Gilsas Kalkül als nicht mehr realisierbar: Eine Aufnahme der DVP in die Regierung kam nun nicht mehr zustande. Eine „Koalition nach rechts“ sah Gilsa nach eigener Aussage nun als „unmöglich“ an. Dies vor allem, weil er in der Politik der NSDAP nichts anderes erblicken konnte als „Marxismus in Reinkultur“. Verbittert konstatierte er, dass das Bürgertum sein Wahlrecht „gegen den Sozialismus von rechts und links“ verloren habe. Trotzdem nahm Gilsa am 11. Oktober 1931 an der Versammlung der „vereinten“ politischen Rechten des Deutschen Reiches in Bad Harzburg teil (Harzburger Front). Um weiterhin eine politische Rolle zu spielen, rückte Gilsa nach dem Bedeutungsverlust der DVP ungeachtet seiner Ablehnung der NSDAP als der rechten Hauptströmung der Zeit weiter nach rechts und stand fortan der DNVP nahe.
Nach dem Ende der Weimarer Republik trat Gilsa, dem der Historiker Volker Berghahn attestiert „augenscheinlich ein recht geschicker Politiker“ gewesen zu sein, politisch nicht mehr hervor. Ein Nachlass Gilsas konnte bislang nicht aufgefunden werden.